# Adrie Poldervaart
Adrie Poldervaart (Oudenhoorn, 20 dicembre 1970) è un allenatore di calcio olandese.